# Iwailo Filew
Iwailo Filew (bulgarisch Ивайло Филев; * 1. Mai 1987) ist ein bulgarischer Gewichtheber.

## Karriere
Er war mehrfach Jugend- und Junioren-Europameister. 2007 erreichte er bei den Europameisterschaften den fünften Platz in der Klasse bis 62 kg. Bei den Weltmeisterschaften im selben Jahr gewann er die Bronzemedaille. Im Juni 2008 wurde er bei einer Dopingkontrolle jedoch positiv auf Metandienon getestet und anschließend für vier Jahre gesperrt. Nach seiner Sperre erreichte er bei den Europameisterschaften 2013 den sechsten Platz in der Klasse bis 69 kg. Bei den Weltmeisterschaften im selben Jahr wurde er Fünfter in der Klasse bis 62 kg. 2014 gewann er bei den Europameisterschaften die Goldmedaille. Im März 2015 gab er allerdings kurz vor den Europameisterschaften erneut eine positive Dopingprobe ab, diesmal wurde er wie auch zehn weitere Mitglieder der bulgarischen Nationalmannschaft auf Stanozolol getestet und für 18 Monate gesperrt.